# Choczewka
Choczewka (Struga Choczewska) – struga, prawostronny dopływ Chełstu o długości 9,88 km i powierzchni zlewni 16,58 km².
Źródła strugi znajdują się na zachód od Jeziora Choczewskiego. Struga przepływa przez obszar gminy Choczewo w powiecie wejherowskim i uchodzi do Chełstu w miejscowości Ciekocino.
Przed II wojną struga nosiła nazwę Chotschewker B..